# Beutelmulle
Beutelmulle bilden die Beuteltierordnung Notoryctemorphia mit nur einer Familie (Notoryctidae), einer Gattung (Notoryctes) und zwei Arten: Großer Beutelmull (N. typhlops) und Kleiner Beutelmull (N. caurinus). Die Verwandtschaftsbeziehung dieser Tiere zu den übrigen Beuteltieren ist unklar, es handelt sich bei ihnen um eine sicher 50 Millionen Jahre alte Seitenlinie der Beuteltiere.

## Verbreitung

Natürliches Verbreitungsgebiet der Beutelmulle

Beutelmulle bewohnen sandige Wüstengebiete im Inneren Australiens. Der Große Beutelmull bewohnt große Teile des Kontinents, während der Kleine Beutelmull nur in einem kleinen Gebiet im nordöstlichen Western Australia vorkommt.
Der australische Naturfilmer Malcolm Douglas war der erste, der das Tier auf Foto und Film dokumentierte.

## Beschreibung

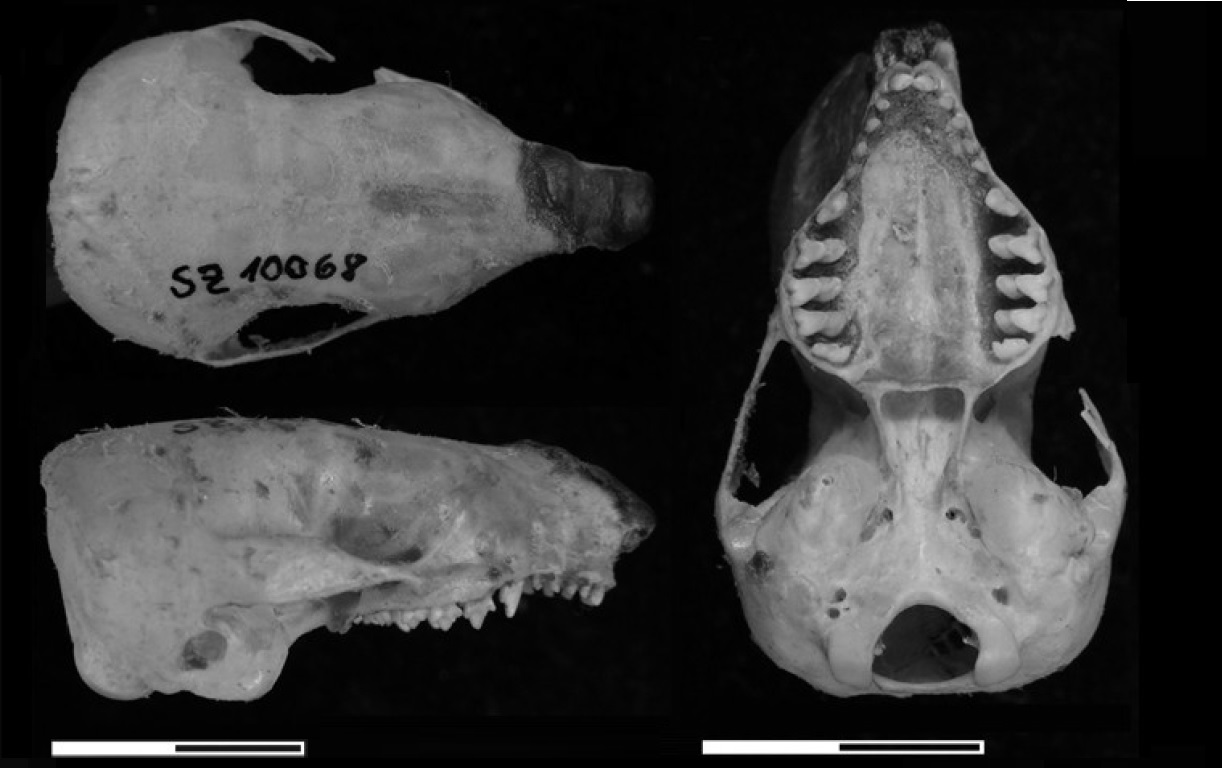
Schädel des Großen Beutelmulls (Notoryctes typhlops)

Von der Größe und dem Körperbau ähneln die Beutelmulle den plazentalen Goldmullen. Sie werden rund 9 bis 18 cm lang, dazu kommt ein kurzer, harter Schwanz. Die Farbe des Fells variiert von weiß über rosa bis zu rotgold. Der Körperbau dieser Tiere ist perfekt an die grabende Lebensweise angepasst. Die dritte und vierte Zehe der Vordergliedmaßen ist schaufelartig vergrößert, die übrigen Finger sind klein, haben aber Krallen. Die Vorder- und Hinterbeine sind so kurz, dass sie im Fell verborgen liegen und nur noch die Füße zu sehen sind. Der Schwanz ist stummelförmig und von derber Haut umgeben. 
Auf dem Nasenrücken befindet sich ein gelber Hornschild mit Querwülsten, der beim Graben verwendet wird. Kleine Ohröffnungen befinden sich unter dem Fell des Kopfes, sie sind durch eine Hautfalte verschließbar. Die Augen sind fast vollständig zurückgebildet und von Muskulatur und Haut überdeckt. Die Nackenwirbel sind miteinander verschmolzen. Das verbessert die Stabilität bei den stoßenden Grabbewegungen.

## Lebensweise
Beutelmulle haben keine völlig unterirdische Lebensweise wie etwa die Maulwürfe. Vielmehr „schwimmen“ sie durch den Sand, nicht tiefer als 8 cm unter der Oberfläche, hinterlassen jedoch keine permanenten Tunnel, da die Gänge hinter ihnen sofort einstürzen. Zwischendurch kommen sie für kurze Strecken an die Oberfläche.
Beutelmulle sind Einzelgänger. Sie geben kaum Geräusche von sich, und wenn doch, dann schwache, zirpende Laute.

## Nahrung
Die Nahrung der Beutelmulle besteht vorwiegend aus Insektenlarven. Daneben werden auch Insekten und gelegentlich Samen verspeist.

## Fortpflanzung
Über die Fortpflanzung der Beutelmulle ist wenig bekannt. Bei den Männchen liegen die Hoden im Körper. Weibchen haben einen flachen Beutel, der nach hinten geöffnet ist. Er ist durch eine Hautfalte längsgeteilt und in jeder Hälfte befindet sich eine Zitze. Weibchen graben dauerhafte Löcher, in denen der Nachwuchs wohl nach der Zeit im Beutel untergebracht wird.

## Bedrohung
Beide Arten wurden 1996 von der Weltnaturschutzunion IUCN in der Roten Liste gefährdeter Arten als stark gefährdet (Endangered) eingestuft. Seit 2008 bleiben sie wegen ungenügender Datenlage (Data Deficient) unbewertet.